# ژو یان‌وی
ژو یان‌وی (به انگلیسی: Xu Yanwei) (زادهٔ ۱۴ ژوئن ۱۹۸۴) شناگر اهل چین است.